# Sonata per a piano núm. 4 (Beethoven)
La Sonata per a piano núm. 4, en mi bemoll major, op. 7 de Ludwig van Beethoven, també anomenada la «Grand Sonata» (Gran sonata) va ser composta a Bratislava, pel novembre de 1796, durant la visita de Beethoven al Palau de Keglević. Està dedicada a una alumna seva, Babette, la comtessa Anna-Luisa de Keglević. Fou publicada per Artaria a Viena, el 1797.
Té una estructura habitual de quatre moviments. Pel que fa a la durada, és la segona sonata de Beethoven més llarga, després de la Sonata «Hammerklavier» que compondria 20 anys després. Una interpretació pot durar al voltant de 28 minuts. Aquesta característica pot fer pensar en una obra complexa del Beethoven simfonista, però tot i que és molt llarga, és un treball bastant senzill que segueix les convencions de l'època.

## Estructura
Té l'estructura habitual de 4 moviments:
1. Allegro molto e con brio, en compàs de 6/8
2. Largo, con gran espressione, en compàs de 3/4 en do major
3. Allegro, en compàs de 3/4; el Trio està en mi bemoll menor
4. Rondo: Poco allegretto e grazioso, en compàs de 2/4